# 灰白银胶菊
灰白银胶菊（学名：Parthenium argentatum）为菊科银胶菊属的植物，为美洲的特有植物。分布在中部美洲、北美洲等地，目前已由人工引种栽培，用于提取乳胶以及生产天然橡胶制品。其橡胶不会导致由三叶橡胶树橡胶引起的一型接触过敏，因此目前在美国被广泛测试用于医疗装置和相关产品。
有别于毒性杂草银胶菊（学名：Parthenium hysterophorus），灰白银胶菊不会产生接触过敏反应。

## 外部連結
维基共享资源上的相關多媒體資源：Parthenium argentatum
 維基物種上的相關：灰白银胶菊
- Guayule: A Source of Natural Rubber （页面存档备份，存于）
- GuayuleBlog.com